# Emedastină
Emedastina este un antihistaminic H1 derivat de benzimidazol, de generația a 2-a, fiind utilizat în tratamentul conjunctivitei alergice sezoniere. Este condiționat sub formă de difumarat.

## Utilizări medicale
Emedastina este utilizată în tratamentul conjunctivitei alergice sezoniere.

## Reacții adverse
Poate produce cefalee și durere oculară.